# Joakim Eskildsen
Joakim Eskildsen ([ˈjɔɑkɪm ˈɛskɪldsən]; * 22. Dezember 1971 in Kopenhagen) ist ein dänischer Lichtbildkünstler und Fotograf.

## Standort
Eskildsen war in Kopenhagen Schüler der Hoffotografin Rigmor Mydtskov und ging 1994 nach Helsinki, um an der dortigen Hochschule für Kunst und Design bei Pentti Sammallahti das Handwerk der Herstellung fotografischer Bildbände zu erlernen. Er ist mit Ausstellungen in Europa (Deutschland, Dänemark, England, Finnland, Frankreich, Griechenland, Italien, Lettland, Luxemburg, Niederlande, Norwegen, Österreich, Polen, Schottland, Schweden, Schweiz, Spanien), in China, in Florida, in Südkorea und in Südafrika hervorgetreten.

## Werke

### Die Romareisen
Eskildsen hat mit der Schriftstellerin Cia Rinne in den Jahren von 2000 bis 2006 in sieben europäischen Ländern v. a. des Ostens die Roma und in Indien Ethnien aufgesucht, die mit den Roma möglicherweise verwandt sind. Auch auf der Grundlage mehrwöchigen gemeinsamen Lebens mit den Betreffenden ist daraus das Werk Die Romareisen entstanden, das durch seinen Text und mit über 200 epischen Porträts und Milieustudien Einblick in den Kosmos der Roma gibt. Die Fotografien des Werks werden als die gefühlvollen Schöpfungen eines Künstlers gelobt, der bewusst in die Atmosphäre vor Ort eindringt und Alltag und Lebensstil der Menschen, die er porträtiert, zu verstehen versucht.

### Chronologische Übersicht
- Nordic Signs (1995)
- Meknès (1997)
- Trær (1997)
- Bluetide (mit Cia Rinne, 1997)
- iChickenMoon (mit Cia Rinne und Sebastian Eskildsen, 1999)
- al-Madina (mit Pentti Sammallahti und Kristoffer Albrecht, 2002)
- Die Romareisen: Ungarn - Indien - Griechenland - Rumänien - Frankreich - Rußland - Finnland. Text: Cia Rinne. Vorwort: Günter Grass. Steidl, Göttingen 2007

## Auszeichnungen
- 2000: Photo-Eye Books & Print Annual Award, (Best Foreign Title, für iChickenMoon)
- 2008: Amilcare-Ponchielli-Preis, (für Die Romareisen)
- 2009: Deutscher Fotobuchpreis, (Gold, für Die Romareisen)[5]
- 2009: Förderpreis der Otto-Pankok-Stiftung, (für Die Romareisen)
- 2009: David-Octavius-Hill-Medaille, (durch die Deutsche Fotografische Akademie, für Die Romareisen)